# Луцій Цецилій Метелл Далматік
Луцій Цецілій Метелл Далматік (лат. Lucius Caecilius Metellus Dalmaticus; 155 — 103 роки до н. е.) — політичний діяч Римської республіки, великий понтифік з 114 до 103 року до н. е.

## Опис
Походив з роду нобілів Цециліїв Метеллів. Син Луція Цецилія Метелла Кальва, консула 142 року до н. е.
У 122 році до н. е. був претором Риму, у 119 році до н. е. його обрано консулом разом з Луцієм Аврелієм Коттою. Під час консульства намагався завадити прийняттю законопроєкту Гая Марія стосовно голосування, втім останній як народний трибун наказав відвести Метелла до в'язниці, чим зламав його спротив. Цецилій Метелл у 118 році до н. е. отримав як проконсул провінцію Далмацію. Тут він залишався до 117 року до н. е. Розпочав війну з далматинцями і, хоча не вів активних бойових дій з ними, отримав від сенату тріумф.
У 115 році до н. е. його обрано цензором. На цій посаді виключив з сенату 32 особи, які не відповідали статусу та цензу сенатора. Також боровся з Аппулеєм Сатурніном.
У 114 році став членом колегії понтифіків й практично відразу обраний новим великим понтифіком. На цій посаді вів слідство щодо весталок Емілії, Ліцинії, Марції. Відбудував храм Кастора у Римі.

## Родина
Діти:
- Луцій Цецилій Метелл
- Марк Цецилій Метелл
- Цецилія Метелла Далматік, дружина Марка Емілія Скавра (1-й раз), Луція Корнелія Сулли (2-й раз).